# Parafia Świętych Apostołów Piotra i Pawła w Kowalewie-Opactwie
Parafia Świętych Apostołów Piotra i Pawła w Kowalewie-Opactwie – rzymskokatolicka parafia leżącą w granicach dekanatu słupeckiego. Erygowana w 1426 roku.
Funkcję proboszcza od 2023 roku pełni ks. mgr Janusz Wróblewski SDB.

## Dokumenty
Księgi metrykalne: 
- ochrzczonych od 1945 roku
- małżeństw od 1945 roku
- zmarłych od 1945 roku